# Giuseppe Beghetto
Pour les articles homonymes, voir Beghetto.
Giuseppe Beghetto (né le 8 octobre 1939 à Tombolo, dans la province de Padoue en Vénétie) est un ancien coureur cycliste italien, dont la carrière se déroula à la fois sur la route et sur la piste. 

## Biographie
Spécialiste de la vitesse sur piste, Giuseppe Beghetto a été trois fois champion du monde de cette discipline (1965, 1966 et 1968). Il a également été champion olympique de tandem avec Sergio Bianchetto aux Jeux de 1960 à Rome.

## Palmarès sur piste

### Jeux olympiques
- Rome 1960
  -  Champion olympique de tandem (avec Sergio Bianchetto)

### Championnats du monde
- Zurich 1961
  -  Médaillé d'argent de la vitesse amateurs
- Milan 1962
  -  Médaillé d'argent de la vitesse amateurs
- Saint-Sébastien 1965
  -  Champion du monde de vitesse
- Francfort 1966
  -  Champion du monde de vitesse
- Amsterdam 1967
  -  Médaillé d'argent de la vitesse
- Rome 1968
  -  Champion du monde de vitesse
- Anvers 1969
  - 4e de la vitesse
- Marseille 1972
  - 5e de la vitesse

### Jeux méditerranéens
- Beyrouth 1959
  -  Médaillé de bronze du kilomètre

### Championnats nationaux
- Champion d'Italie du kilomètre amateurs : 1958 et 1962
- Champion d'Italie de vitesse amateurs : 1961
- Champion d'Italie de tandem amateurs : 1961 et 1962 (avec Sergio Bianchetto)
- Champion d'Italie de vitesse : 1967, 1968 et 1969

### Grands Prix
- Grand Prix de Paris amateurs : 1961
- Grand Prix de Paris : 1968

## Palmarès sur route
- 1969
  - 1re et 6e (contre-la-montre) étapes du Tour de Sardaigne
- 1970
  - 2e de la Coppa Bernocchi
- 1971
  - 4e étape de Tirreno-Adriatico

## Résultat sur le Tour de France
- 1970 : éliminé (11eb étape)